# Gabriela Zingre-Graf
Gabriela Zingre-Graf (* 5. August 1970 in Gstaad) ist eine ehemalige Schweizer Skirennfahrerin.
Während vieler Jahre gehörte die ehemalige Juniorenweltmeisterin im Slalom zur erweiterten Weltspitze. Zingre-Graf erzielte im Laufe ihrer Karriere als Bestresultat zwei 3. Plätze. An den Olympischen Spielen 1994 in Lillehammer fuhr sie im Slalom auf den 5. Rang, wobei sie nach dem 1. Lauf als Dritte noch auf Medaillenkurs lag. Ende der Saison 1996/97 trat sie zurück.